# Andrés Laguna

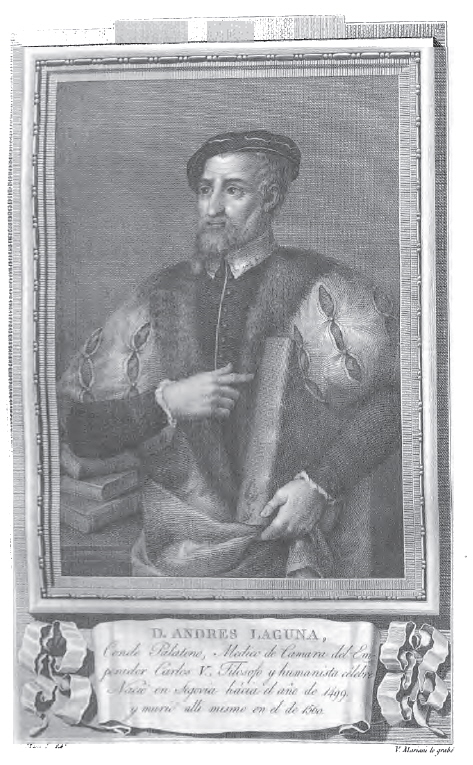
Andrés Laguna auf einem Porträt aus dem 18. Jahrhundert

Andrés Laguna de Segovia oder kurz Andres Laguna (* 1499 in Segovia; † 1559 in Guadalajara (Spanien)) war ein spanischer Arzt, Pharmazeut, Botaniker und Humanist.

## Biografie
Andrès Laguna wurde als Sohn des Arztes Didacus Ferdinand a Lacuna aus Segovia geboren. Er studierte in Salamanca und Paris Medizin und klassische Philologie, wobei er besonders durch die Ideen von Erasmus von Rotterdam beeinflusst wurde. Nach seinen Reisen nach England, in die Niederlande und nach Italien, wo er als Leibarzt des Papstes Julius III. arbeitete, kehrte er 1557 nach Spanien zurück und arbeitete dort als Hofarzt der Könige Karl V. und Philipp II.

## Schriften

Epitomes omnium Galeni Pergameni operum, 1553

- Victus ratio, scholasticis pauperibus paratu faculis et salubris. Köln 1550. Zunächst ohne Verfasserangabe, dann unter dem Namen von Andres Laguna. Derselbe Titel mit demselben Text erschien bereits als Publikation von Jacobus Sylvius 1542 in Paris.[2]
  - Übersetzung: Arm, aber gesund. 1550.